# Levin Henning
Levin Henning (* 1999) ist ein deutscher ehemaliger Kinderdarsteller. Henning besuchte die Voltaire-Gesamtschule in seinem Wohnort Potsdam.

## Leben
Levin Henning spielte seine erste Filmrolle 2006 in dem Werbespot Geschenke von Lars Büchel. Seinen größten Erfolg feierte er mit dem Film Das weiße Band – Eine deutsche Kindergeschichte (2008). Er lebt in Potsdam. Im Jahr 2012 stand er für die Verfilmung von Rubinrot – Liebe geht durch alle Zeiten in der Rolle von Nick Shepherd vor der Kamera.

## Filmografie
- 2006: Geschenke
- 2008: Liebeslied
- 2008: Das weiße Band – Eine deutsche Kindergeschichte
- 2009: Der Eintäntzer
- 2010: Hier kommt Lola!
- 2013: Rubinrot
- 2013: Millionen
- 2014: Saphirblau
- 2016: Morris aus Amerika (Morris from America)
- 2016: Smaragdgrün
- 2017: Frühling – Zu früh geträumt
- 2022: Frühling – Alte Liebe, neue Liebe
- 2023: Frühling – Das Mädchen hinter der Tür
- 2024: Frühling – Ein Zebra im Gepäck
- 2024: Frühling – Wenn die Zeit stehen bleibt
- 2024: Frühling – Blick ins Morgen
- 2024: Mandat für Mai – Angekommen, Entscheidung
- 2025: Frühling – Das Versteck
- 2025: Frühling – Die Mutter, die es nie gab
- 2025: Frühling – Ich such dich!
- 2025: Frühling – Babyalarm

Theater
- 2006: Die Regentrude

Soundtrack
- 2008: Liebeslied